# Нор-Єдесія
Нор Єдесіа (вірм. Նոր Եդեսիա) — село в марзі Арагацотн, на заході Вірменії. Село розташоване за 25 км на південний захід від міста Аштарак та за 7 км на південний схід від села Арагацотн.